# 林忠庆
林忠慶（Lim Chong King，2000年5月6日—），出生於馬來西亞吉隆坡，馬來西亞羽球運動員。

## 簡歷
林忠慶7歲時開始接觸羽球，12歲時在全國學聯羽球比賽獲得冠軍而入選武吉加里尔体育學校羽球隊受訓，18歲時升上國家隊。
2019年6月，林忠慶在馬來西亞國際系列賽連過兩位種子選手而受到關注，最終他在準決賽不敵隊友兼前輩宋浚洋。同年8月參加希臘公開賽，在決賽以2比1（8-21、21-13、21-15）逆轉戰勝年齡相仿的隊友艾迪爾·索烈，獲得生涯首座國際賽冠軍。9月再度於雪梨國際賽晉級決賽，最後不敵日本的小野寺裕介。
2022年12月19日，大馬羽總宣布林忠庆自國家隊除名。

## 主要比賽成績
只列出曾進入準決賽的國際賽事成績：
| 年份   | 賽事                     | 公開賽級別 | 項目     | 成績   |
| ------ | ------------------------ | ---------- | -------- | ------ |
| 2019年 | 馬來西亞羽毛球國際系列賽 | 國際系列賽 | 男子單打 | 準決賽 |
| 2019年 | 希臘羽毛球公開賽         | 國際系列賽 | 男子單打 | 冠軍   |
| 2019年 | 雪梨羽毛球國際賽         | 國際系列賽 | 男子單打 | 亞軍   |
| 2019年 | 東南亞運動會羽毛球比賽   | 其他       | 男子團體 | 銀牌   |
| 2022年 | 亞洲羽毛球團體錦標賽     | 其他       | 男子團體 | 冠軍   |
| 2022年 | 波蘭羽毛球公開賽         | 國際挑戰賽 | 男子單打 | 準決賽 |

| 2007-2017年 | 首要超級賽 | 超級賽 | 黃金大獎賽 | 大獎賽 | 國際挑戰賽 | 國際系列賽 | 未來系列賽 | 其他 |

| 2018-2026年 | 總決賽 | 超級1000賽 | 超級750賽 | 超級500賽 | 超級300賽 | 超級100賽 | 國際挑戰賽 | 國際系列賽 | 未來系列賽 | 其他 |